# Tingelintjärnen
Tingelintjärnen är en sjö i Krokoms kommun i Jämtland och ingår i Indalsälvens huvudavrinningsområde. Sjön har en area på 0,107 kvadratkilometer och ligger 497,1 meter över havet. Tingelintjärnen ligger i Gråberget-Hotagsfjällen Natura 2000-område.

## Delavrinningsområde
Tingelintjärnen ingår i det delavrinningsområde (709869-145341) som SMHI kallar för Ovan Lakavattsån. Medelhöjden är 589 meter över havet och ytan är 50,07 kvadratkilometer. Räknas de 42 avrinningsområdena uppströms in blir den ackumulerade arean 266,26 kvadratkilometer. Ammerån som avvattnar avrinningsområdet har biflödesordning 2, vilket innebär att vattnet flödar genom totalt 2 vattendrag innan det når havet efter 263 kilometer. Avrinningsområdet består mestadels av skog (84 procent) och sankmarker (13 procent). Avrinningsområdet har 0,11 kvadratkilometer vattenytor vilket ger det en sjöprocent på 0,2 procent.